# Петнист тиф
Петнист тиф (typhus exantthematicus) – трансмисивна (кръвна) инфекция. Петнистия тиф протича с токсиинфекциозен синдром, розеолопетихален обрив и тромбоваскулит на малките кръвоносни съдове. Отнася се към особено опасните инфекции. Източник на заразата е болният човек. При смучене на кръв от болния въшките се инфектират и остават заразени 5 – 10 дни. С изпражненията си те отделят рикетсии. Заразяването става като при смучене на кръв от незаразен човек въшките предизвикват сърбеж и при разчесване причинителят се втрива в кожата. То е възможно и през конюнктивите и по аерогенен път от засъхналите изпражнения на въшките.
Инкубационният период е от 6 до 23 дни, а понякога 12 – 24 дни. Заболяването започва със студени тръпки или втрисане, изпотяване, бързо повишаване на температурата до 39 – 40 °C, обща неразположеност, главоболие, понякога повръщане и жажда. Главоболието, мускулните и ставните болки се усилват, болните стават възбудени и раздразнителни, страдат от безсъние; очите се зачервяват, лицето подпухва. Възпалява се лигавицата на устната кухина и небцето. Езикът е обложен с бял налеп.
В разгара на болестта към 5-ия ден се получава розов обрив на кожата, епидермисът се олющва на малки пластинки. Черният дроб и слезката са увеличени. При пълна кома болният има инконтиненция на урината и фекалите. Основни усложнения са парези на черепно-мозъчните нерви, неврит на слуховия нерв, ослепяване, миокардити, колапс и др. Понякога се развиват пневмонии.